# První vláda Václava Klause
První vláda Václava Klause byla poslední (osmou) vládou České republiky v rámci federace a zároveň první vládou samostatné České republiky (pokračovala ve vládě nepřerušeně od vzniku samostatné ČR 1. ledna 1993). Vládla v období 2. července 1992 – 4. července 1996. Tvořila ji koalice ODS, KDS, KDU-ČSL a ODA. Předsedou vlády byl Václav Klaus.
Při hlasování o důvěře vládě ji podpořilo všech 104 koaličních poslanců a jeden poslanec LSU. Vládu nepodpořili zástupci Levého bloku (KSČM a SDL), ČSSD, SPR-RSČ, HSD-SMS a zbylí poslanci LSU.
O půlnoci z 31. prosince 1992 na 1. ledna 1993 došlo k zániku společné České a Slovenské Federativní republiky a ke vzniku samostatných států, České republiky a Slovenské republiky. V únoru téhož roku proběhla i měnová odluka, při níž vznikla koruna česká.

## Seznam členů vlády
| Úřad                                                                                   | Člen vlády           | Člen vlády           | Subjekt | Subjekt           | Nástup do úřadu  | Odchod z úřadu   |
| -------------------------------------------------------------------------------------- | -------------------- | -------------------- | ------- | ----------------- | ---------------- | ---------------- |
| Předseda vlády                                                                         | Václav Klaus         |                      |         | ODS               | 2. července 1992 | 4. července 1996 |
| 1. místopředseda vlády Ministr zemědělství                                             | Josef Lux            | Josef Lux            |         | KDU-ČSL           | 2. července 1992 | 4. července 1996 |
| Místopředseda vlády Ministr mezinárodních vztahů (od 1/1993) Ministr zahraničních věcí | Josef Zieleniec      |                      |         | ODS               | 2. července 1992 | 4. července 1996 |
| Místopředseda vlády                                                                    | Jan Kalvoda          | Jan Kalvoda          |         | ODA               | 2. července 1992 | 4. července 1996 |
| Místopředseda vlády Ministr financí                                                    | Ivan Kočárník        |                      |         | ODS               | 2. července 1992 | 4. července 1996 |
| Ministr vnitra                                                                         | Jan Ruml             | Jan Ruml             |         | ODS               | 2. července 1992 | 4. července 1996 |
| Ministr práce a sociálních věcí                                                        | Jindřich Vodička     | Jindřich Vodička     |         | ODS               | 2. července 1992 | 4. července 1996 |
| Ministr hospodářství                                                                   | Karel Dyba           |                      |         | ODS               | 2. července 1992 | 4. července 1996 |
| Ministr zdravotnictví                                                                  | Petr Lom             |                      |         | ODS               | 2. července 1992 | 22. června 1993  |
| Ministr zdravotnictví                                                                  | Luděk Rubáš          |                      |         | ODS               | 23. června 1993  | 10. října 1995   |
| Ministr zdravotnictví                                                                  | Jan Stráský          | Jan Stráský          |         | ODS               | 10. října 1995   | 4. července 1996 |
| Ministr spravedlnosti                                                                  | Jiří Novák           |                      |         | ODS               | 2. července 1992 | 4. července 1996 |
| Ministr kultury                                                                        | Jindřich Kabát       |                      |         | KDU-ČSL           | 2. července 1992 | 17. ledna 1994   |
| Ministr kultury                                                                        | Pavel Tigrid         | Pavel Tigrid         |         | nestr. za KDU-ČSL | 19. ledna 1994   | 4. července 1996 |
| Ministr průmyslu a obchodu                                                             | Vladimír Dlouhý      | Vladimír Dlouhý      |         | ODA               | 2. července 1992 | 4. července 1996 |
| Ministr školství, mládeže a tělovýchovy                                                | Petr Piťha           | Petr Piťha           |         | KDS               | 2. července 1992 | 27. dubna 1994   |
| Ministr školství, mládeže a tělovýchovy                                                | Ivan Pilip           | Ivan Pilip           |         | KDS (později ODS) | 2. května 1994   | 4. července 1996 |
| Ministr pro hospodářskou soutěž                                                        | Stanislav Bělehrádek | Stanislav Bělehrádek |         | KDU-ČSL           | 2. července 1992 | 4. července 1996 |
| Ministr obrany                                                                         | Antonín Baudyš       | Antonín Baudyš       |         | KDU-ČSL           | 2. července 1992 | 21. září 1994    |
| Ministr obrany                                                                         | Vilém Holáň          |                      |         | KDU-ČSL           | 21. září 1994    | 4. července 1996 |
| Ministr dopravy                                                                        | Jan Stráský          | Jan Stráský          |         | ODS               | 2. července 1992 | 10. října 1995   |
| Ministr dopravy                                                                        | Vladimír Budinský    |                      |         | ODS               | 10. října 1995   | 4. července 1996 |
| Ministr životního prostředí                                                            | František Benda      |                      |         | KDS (později ODS) | 2. července 1992 | 4. července 1996 |
| Ministr pro správu národního majetku a jeho privatizaci                                | Jiří Skalický        |                      |         | ODA               | 2. července 1992 | 1. července 1996 |
| Ministr státní kontroly (od 6/1993 Ministr bez portfeje)                               | Igor Němec           |                      |         | ODS               | 2. července 1992 | 4. července 1996 |

Ministerstvo pro hospodářskou soutěž a Ministerstvo hospodářství vznikla k datu 31. října 1992. Ministerstvo státní kontroly od 1. července 1993 zaniklo a bylo nahrazeno Nejvyšším kontrolním úřadem, ministr Igor Němec pak zůstal členem vlády bez portfeje.